# Фейрчайлдс (Техас)
Фейрчайлдс (англ. Fairchilds) — селище (англ. village) в США, в окрузі Форт-Бенд штату Техас. Населення — 864 особи (2020).

## Географія
Фейрчайлдс розташований за координатами 29°26′27″ пн. ш. 95°46′34″ зх. д. / 29.44083° пн. ш. 95.77611° зх. д. (29.440841, -95.775983).  За даними Бюро перепису населення США в 2010 році селище мало площу 5,18 км², з яких 5,16 км² — суходіл та 0,02 км² — водойми.

## Демографія
Згідно з переписом 2010 року, у селищі мешкали 763 особи в 255 домогосподарствах у складі 200 родин. Густота населення становила 147 осіб/км².  Було 272 помешкання (53/км²).
Расовий склад населення:
| - 78,4 % — білих - 2,4 % — чорних або афроамериканців - 0,3 % — азіатів - 17,2 % — осіб інших рас |

До двох чи більше рас належало 1,8 %. Частка іспаномовних становила 32,0 % від усіх жителів.
За віковим діапазоном населення розподілялося таким чином: 27,0 % — особи молодші 18 років, 64,1 % — особи у віці 18—64 років, 8,9 % — особи у віці 65 років та старші. Медіана віку мешканця становила 39,2 року. На 100 осіб жіночої статі у селищі припадало 104,0 чоловіків;  на 100 жінок у віці від 18 років та старших — 104,0 чоловіків також старших 18 років.
Середній дохід на одне домашнє господарство  становив 77 884 долари США (медіана — 61 250), а середній дохід на одну сім'ю — 86 494 долари (медіана — 78 750). Медіана доходів становила 45 000 доларів для чоловіків та 57 083 долари для жінок. За межею бідності перебувало 7,6 % осіб, у тому числі 9,8 % дітей у віці до 18 років та 3,1 % осіб у віці 65 років та старших.
Цивільне працевлаштоване населення становило 371 особа. Основні галузі зайнятості: будівництво — 18,1 %, освіта, охорона здоров'я та соціальна допомога — 15,4 %, науковці, спеціалісти, менеджери — 12,7 %.